# Бакленд (Аляска)
Бакленд (англ. Buckland, інупіак:Nunatchiaq) — місто (англ. city) в США, в окрузі Нортвест-Арктик штату Аляска. Населення — 550 осіб (2020).

## Географія
Розташоване на західному березі річки Бакленд, за 121 км від міста Коцебу.
Бакленд розташований за координатами 65°58′34″ пн. ш. 161°8′19″ зх. д. / 65.97611° пн. ш. 161.13861° зх. д. (65.976106, -161.138699). За даними Бюро перепису населення США в 2010 році місто мало площу 4,06 км², з яких 3,64 км² — суходіл та 0,42 км² — водойми. В 2017 році площа становила 2,59 км², з яких 2,21 км² — суходіл та 0,39 км² — водойми.

## Демографія

### Перепис 2010
Згідно з переписом 2010 року, у місті мешкало 416 осіб у 98 домогосподарствах у складі 74 родин. Густота населення становила 103 особи/км². Було 101 помешкання (25/км²).
Расовий склад населення:
| - 95,4 % — корінних американців - 2,6 % — білих |

До двох чи більше рас належало 1,9 %. Частка іспаномовних становила 0,0 % від усіх жителів.
За віковим діапазоном населення розподілялося таким чином: 43,3 % — особи молодші 18 років, 52,6 % — особи у віці 18—64 років, 4,1 % — особи у віці 65 років та старші. Медіана віку мешканця становила 19,9 року. На 100 осіб жіночої статі у місті припадало 127,3 чоловіків; на 100 жінок у віці від 18 років та старших — 131,4 чоловіків також старших 18 років.
Середній дохід на одне домашнє господарство становив 63 754 долари США (медіана — 60 357), а середній дохід на одну сім'ю — 63 354 долари (медіана — 53 750). Медіана доходів становила 60 156 доларів для чоловіків та 36 667 доларів для жінок. За межею бідності перебувало 24,4 % осіб, у тому числі 21,7 % дітей у віці до 18 років та 28,6 % осіб у віці 65 років та старших.
Цивільне працевлаштоване населення становило 140 осіб. Основні галузі зайнятості: освіта, охорона здоров'я та соціальна допомога — 44,3 %, публічна адміністрація — 18,6 %, науковці, спеціалісти, менеджери — 11,4 %, транспорт — 7,1 %.

### Перепис 2000
За даними перепису 2000 року населення міста становило 406 осіб. Расовий склад: корінні американці — 95,81 %; білі — 3,2 %; представники двох і більше рас — 0,99 %. Частка осіб у віці молодше 18 років — 51,2 %; осіб старше 65 років — 3,4 %. Середній вік населення — 18 років. На кожні 100 жінок у віці старше 18 років припадає 106,3 чоловіків.
З 84 домашніх господарств в 66,7 % — виховували дітей віком до 18 років, 65,5 % представляли собою подружні пари, які спільно проживають, 20,2 % — жінки без чоловіків, 10,7 % не мали родини. 8,3 % від загального числа господарств на момент перепису жили самостійно, при цьому 1,2 % склали самотні літні люди у віці 65 років та старше. В середньому домашнє господарство ведуть 4,83 особи, а середній розмір родини — 5,19 осіб.
Середній дохід на спільне господарство — $38 333; середній дохід на сім'ю — $40 000.

## Транспорт
У місті є аеропорт Бакленд.